# Badr Hari
Badr Hari (Amszterdam, 1984. december 8.–) marokkói-holland profi kickboxer, küzdősportoló. Korábbi K-1 Nehézsúlyú világbajnok (2007-2008), It's Showtime Nehézsúlyú világbajnok (2009-2010) valamint K-1 World Grand Prix döntős (2008, 2009) Agresszív és robbanékony harci stílusáról ismert, minden idők egyik legnagyobb kickboxereként tartják számon.

## Sportpályafutásának kezdete
Badr Hari 1984. december 8-án született Amszterdamban, Hollandiában. Szülei Marokkóból vándoroltak be munkalehetőség miatt. Átlagos családban élt, hárman voltak testvérek. Gyerekkorában visszahúzódó volt, inkább magában játszott mindig. Hétévesen kezdett el edzésre járni édesapja döntésére. Ennek oka, hogy nem fogadták be a gyerekek a játékba és az egyik egy követ dobott a kezéhez, mire ő sírva futott haza.  Apja megunta a folyamatos sírást és elvitte edzeni. Kezdetben nem érdekelte a küzdősport, de ahogy egyre jobban megismerkedett a kick-box világával megszerette. Az edzők tehetséget véltek felfedezni benne és biztatták minden téren.
13 éves volt, mikor meglátta Peter Aerts képét a falon, aki épp egy 100.000 dolláros csekket fogott a kezében a K1 döntő megnyerése után. Ekkor döntötte el, hogy harcos akar lenni. 2008-ban egy ringben állhatott a favágóval, és sikerült megvernie a példaképét. Hatalmas megtiszteltetésnek érezte, hogy a gyerekkori példaképe ellen küzdhetett.

## Edzői
- Tom Harinck: Hatalmas jövőt és fényes győzelmeket jósolt Harinak, melyek később be is következtek. Harinck minden idők legnagyobb bunyósának szánta, és azon volt, hogy ebben maximálisan segítse. Később kisebb szóváltásba keveredtek, többféle nézeteltérésük miatt új edzőt keresett magának. Ekkor találkozott Mike-kal.
- Mike Passenier: 2005 óta ő az edzője, és a mai napig is ő edzi. Hari nem csak edzőként tekint rá, hanem barátként is. Jó viszony van köztük, és ennek is köszönhetőek a sorozatos sikerek. Mindketten a küzdősport szerelmesei, közös munkával igyekeznek a legmagasabb szintre emelni a tehetségét.

## Klubjai
- Sitan Gym: Ez az edzőterem Amszterdamban volt, itt kezdett el gyerekkorában edzeni. Később az edzőterem Rotterdamba költözött, de ő nem tartott velük, így termet váltott.
- Chakuriki Gym: Itt Harinck volt az edzője. Kezdetben szeretett itt edzeni, de a nézeteltérések miatt itt is kénytelen volt termet váltani.
- Mike’s Gym: Egy interjúban azt állította, hogy élete egyik legjobb döntése volt, amikor Passenierrel megegyezett, és nála kezdett el edzeni. Mind az edzőterem, mind az edzők maximálisan segítik a fejlődésben. Edzőtársaival baráti viszonyt létesít, és reméli, ha egyszer visszavonul, akkor ebből a teremből fogja ezt megtenni.

## Győzelmei
- 2009 K-1 World Grand Prix 2. helyezett
- 2009-2010 It's Showtime Heavyweight world champion +95 kg
- 2007-2008 K-1 Heavyweight champion -100 kg
- 2002 WPKL Dutch Muay Thai champion

## Botránya
Egy amszterdami szórakozóhelyen szóváltásba keveredett az ott dolgozó biztonságiakkal, amiért nem akarták beengedni őt és három barátját, azzal az indokkal, hogy nem megfelelő a ruházatuk. A szóváltást követően tettlegességig fajult a helyzet, melynek következtében egy biztonsági ember súlyos sérüléseket szenvedett, köztük orr- és arccsonttörést.